# Lauderdale Lakes (Floride)
La ville de Lauderdale Lakes est située dans le comté de Broward, dans l’État de Floride, aux États-Unis. Sa population s’élevait à 32 593 habitants lors du recensement de 2010, estimée à 36 324 habitants en 2018.

## Histoire
Lauderdale Lakes a été incorporée en tant que city le 22 juin 1961. Au moment de l'incorporation, il y avait environ 300 résidents dans le secteur.

## Démographie
| 1970   | 1980   | 1990   | 2000   | 2010   | - |
| ------ | ------ | ------ | ------ | ------ | - |
| 10 577 | 25 426 | 27 341 | 31 705 | 32 593 | - |

## Source
- (en) Cet article est partiellement ou en totalité issu de l’article de Wikipédia en anglais intitulé « Lauderdale Lakes, Florida » (voir la liste des auteurs).